# Jan Ficq
Jean Jacques Maria (Jan) Ficq (Grave, 1 mei 1923 – Gulpen, 26 december 2005) was een Nederlands burgemeester.
Hij werd geboren als zoon van Louis Ficq die vanaf 1919 burgemeester in Grave was tot deze begin 1944 door de SD werd opgepakt vanwege zijn openlijke anti-Duitse houding waarna hij een jaar later overleed in het concentratiekamp Dachau.
J.J.M. Ficq werd in 1944 ambtenaar ter secretarie bij de gemeente Grave. In 1949 maakte hij de overstap naar de secretarie van de gemeente Beers waar hij het tot eerste ambtenaar bracht. Vervolgens was Ficq van 1954 tot 1959 medewerker financiën bij de gemeente Goirle en daarna werd hij in navolging van zijn vader burgemeester en wel van de toenmalige Zeeuwse gemeente IJzendijke. Daarnaast was hij vanaf juli 1967 waarnemend burgemeester van Schoondijke. In 1968 werd hij burgemeester van de Zuid-Limburgse gemeente Wittem. Eind 1971 werd Ficq plotseling opgenomen in het ziekenhuis en vanwege zijn ziekte werd begin 1972 Fons Teheux aangesteld als waarnemend burgemeester van Wittem. Later dat jaar nam Ficq daar afscheid als burgemeester.
Hij was betrokken bij de restauratie van de watermolens Bovenste Molen bij het Limburgse dorp Mechelen en Volmolen in Epen. Ficq overleed eind 2005 op 82-jarige leeftijd.

## Trivia
- zijn dochter Bénédicte Ficq is een bekende advocate
- zijn broer René Ficq was jarenlang procureur-generaal (PG) en enige tijd de Super-PG.